# Leptocerus katakoroensis
Leptocerus katakoroensis är en nattsländeart som beskrevs av Francois-Marie Gibon 1986. Leptocerus katakoroensis ingår i släktet Leptocerus och familjen långhornssländor. Inga underarter finns listade i Catalogue of Life.